# Аконай, Боай
Боай Аконай — танзанийский легкоатлет, который специализировался в беге на длинные дистанции. Бронзовый призёр чемпионата мира по полумарафону 1992 года с результатом 1:00.45. На чемпионате мира 1993 года занял 13-е место на дистанции 10 000 метров. Победитель Фукуокского марафона 1994 года — 2:09.45.
Выступал на олимпийских играх 1988 года в беге на 10 000 метров, но не смог выйти в финал.